# Dale Robertson
Pour les articles homonymes, voir Robertson.
Dale Robertson, de son vrai nom Dayle Lymoine Robertson, est un acteur américain né le 14 juillet 1923 à Harrah, en Oklahoma, aux  (États-Unis), et mort le 27 février 2013 à San Diego, en Californie, aux États-Unis.

## Biographie

### Carrière
Il débuta au cinéma en 1948, mais la plupart de sa carrière se déroula à la télévision. Il joua notamment dans certains épisodes de Dallas et de Dynastie. En 1987, il a tenu le rôle-titre de la série J.J. Starbuck.

### Mort
Il meurt d'une pneumonie aiguë le 27 février 2013 à 89 ans.

## Filmographie

### Cinéma

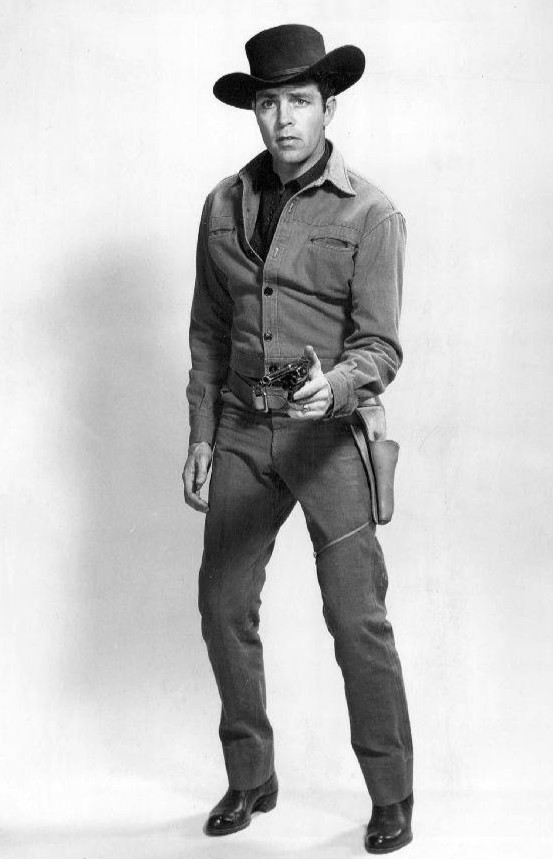
Dale Robertson dans le rôle de Jim Hardie pour la série Tales of Wells Fargo.

- 1948 : Le Garçon aux cheveux verts (The Boy with green hair), de Joseph Losey
- 1949 : Boulevard des passions (Flamingo Road), de Michael Curtiz
- 1949 : Vénus devant ses juges (The Girl from Jones Beach) de Peter Godfrey
- 1949 : L'Homme de Kansas City (Fighting Man of the Plains), d'Edwin L. Marin
- 1950 : La Piste des caribous (The Cariboo Trail) d'Edwin L. Marin
- 1950 : Les Rebelles de Fort Thorn (Two Flags West), de Robert Wise
- 1951 : Aventure à Tokyo (Call Me Mister) de Lloyd Bacon
- 1951 : Le Temps des cerises (Take Care of My Little Girl) de Jean Negulesco
- 1951 : L'Énigme du lac Noir (The Secret of Convict Lake), de Michael Gordon
- 1951 : Une fille en or (Golden Girl), de Lloyd Bacon
- 1952 : Return of the Texan, de Delmer Daves
- 1952 : Les Bannis de la Sierra (The Outcasts of Poker Flat) de Joseph M. Newman
- 1952 : Prisonniers du marais (Lure of the Wilderness), de Jean Negulesco
- 1952 : Lydia Bailey, de Jean Negulesco
- 1952 : La Sarabande des pantins, d'Henry Hathaway (sketch)
- 1953 : Le Fouet d'argent (The Silver Whip), d'Harmon Jones
- 1953 : La Jolie Batelière (The Farmer Takes a Wife) d'Henry Levin
- 1953 : La Nuit sauvage (Devil's Canyon), d'Alfred L. Werker
- 1953 : La Cité des tueurs (City of Bad Men), d'Harmon Jones
- 1954 : La Sirène de Bâton Rouge (The Gambler from Natchez), d'Henry Levin
- 1954 : Sitting Bull, de Sidney Salkow
- 1955 : Le Fils de Sinbad (Son of Sinbad), de Ted Tetzlaff
- 1955 : Top of the World, de Lewis R. Foster
- 1956 : 24 Heures de terreur (A Day of Fury), d'Harmon Jones
- 1956 : Guet-apens chez les Sioux (Dakota incident), de Lewis R. Foster
- 1956 : High Terrace (en), d'Henry Cass
- 1957 : Hell Canyon Outlaws (en), de Paul Landres
- 1958 : Anna de Brooklyn (Anna di Brooklyn), de Vittorio De Sica et Carlo Lastricati (it)
- 1964 : Coast of Skeletons (en) de Robert Lynn (en)
- 1964 : Condamné à être pendu (Law of the Lawless), de William F. Claxton
- 1964 : Blood on the Arrow (en), de Sidney Salkow
- 1966 : The One Eyed Soldiers (en), de John Ainsworth
- 1970 : Le Secret des soldats d'argile (Il segreto dei soldati di argilla) de Luigi Vanzi
- 1970 : Aru heishi no kake, de Keith Larsen et Kōji Chino

### Télévision
- Tales of Wells Fargo, série de 201 épisodes, sur NBC (30 minutes) de 1957 à 1961, et sur ABC (une heure) durant la dernière saison (1961–1962).
- Le cheval de fer (The Iron Horse), série de 47 épisodes de 50 minutes, 1965-1966.
- 1974 : L'Homme qui valait trois milliards, de Kenneth Johnson ; apparition dans son propre rôle, saison 1, épisode 5 : Opération Afrique.
- 1974 : Melvin Purvis G-MAN, de Dan Curtis : Melvin Purvis
- 1975 : The Kansas City Massacre de Dan Curtis : Melvin Purvis
- 1979 : La Dernière Chevauchée des Dalton de Dan Curtis : Juge Isaac Parker
- 1982-1983 : Dallas : Frank Crutcher (cinq épisodes)